# Бони и Клајд
Бони Елизабет Паркер (1. октобар 1910 — 23. мај 1934) и Клајд Честнат Бероу (24. март 1909 — 23. мај 1934) били су амерички криминалци који су путовали Централном Америком са својом бандом током Велике кризе, познати по пљачкама банака, иако су радије пљачкали мале продавнице или сеоске бензинске пумпе. Њихови подухвати су привукли пажњу америчке јавности током „Public Enemy Era” између 1931. и 1934. године, а верује се да су убили најмање девет полицајаца и неколико цивила. Убијени су у мају 1934. године, током заседе у близини Гибсланда, Бјенвил, Луизијана.
Приказ Бони и Клајда у штампи понекад је било у сукобу са стварношћу њиховог живота на путу, посебно за Паркерову. Она је била присутна у 100 или више кривичних дела током две године док је била Бероуов пратилац, иако није била убица пушач који је користио митраљез, како је приказана у тадашњим новинама. Без обзира на то, бројни полицијски налози детаљно описују њене покушаје да убије полицајце (иако се томе члан банде В.Д. Џоунс противио на суђењу). Слика Паркерове која пуши цигару потиче из неразвијеног негатива које је полиција пронашла у напуштеном скровишту, а снимак је објављен широм земље. Паркерова је пушила цигарете Камел, иако никада није пушила цигаре. Према историчару Џефу Гвину, фотографије пронађене у скровишту резултирале су популаризовањем Паркерове и стварањем митова о банди.
Филм из 1967. године, Бони и Клајд, у режији Артура Пена, у којем глуме Ворен Бејти и Феј Данавеј у насловним улогама, оживео је интерес за криминалце и популаризовао их романтичном ауром.